# Nunatak Patricios
Nunatak Patricios är en nunatak i Antarktis. Den ligger i Västantarktis. Argentina, Chile och Storbritannien gör anspråk på området. Toppen på Nunatak Patricios är 51 meter över havet.
Terrängen runt Nunatak Patricios är mycket platt. Trakten är obefolkad. Det finns inga samhällen i närheten.